# Plaza del Colegio de Santa Cruz
La plaza del Colegio de Santa Cruz es una vía urbana de la ciudad de Valladolid, España.

## Descripción
Aparece descrita en Las calles de Valladolid de Juan Agapito y Revilla de la siguiente manera:

Bien se nota que el nombre de esta plaza le dio el Colegio Mayor de Santa Cruz, que fundara el Gran Cardenal de España Don Pedro González de Mendoza, siendo arzobispo de Toledo, obispo de Sigüenza y abad de Valladolid, todo a la vez, en 1483, aunque la autorización del Papa la tenía de antes. Provisionalmente se instaló el Colegio en sitio próximo a la plazuela, según se dijo al referir la calle del Cardenal Mendoza; y empezóse la fábrica del edificio definitivo, el actual, en 31 de marzo de 1486, derribándose las casas en que iba a construirse. No se sabe quién fuera el maestro que hizo las trazas del edificio, aunque se supuso, sin razón para afirmarlo, que había sido Enrique de Egas. En cambio, se ha descubierto que se mandó hacer la obra a cuatro maestros canteros, que fueron Juan de la Riva y Pedro Polido dos de ellos, no sabiéndose cómo se llamaban los otros dos.

Muy adelantada la obra ya, aparece el maestro Lorenzo Vázquez de Segovia en 1490 dirigiendo las obras, el cual hizo la portada renacentista y modificó contrafuertes de la fachada y otros muchos más elementos, hasta dar por terminadas las labores principales e inaugurándose el edificio en 1492, como dijo Salazar. Más tarde, en el siglo XVIII, sufrió algunas reformas el edificio, dirigidas por el célebre arquitecto Don Ventura Rodríguez, con las cuales se hizo desaparecer el carácter que en un principio tuviera el monumento.
Fue esta obra el primer brote del Renacimiento de la arquitectura civil española, y de ella no he de ocuparme, así como tampoco del fundador del Colegio, por haberlo hecho, con detenimiento en algunos particulares, en otra ocasión.
Después que se extinguió el Colegio ha servido para diferentes usos, como Academia de Bellas Artes, Museo Provincial de Bellas Artes, Comisión de Monumentos, Escuela de Artes e Industrias, Biblioteca Popular, Escuela de Música, no conservándose en la actualidad más que la biblioteca del Colegio, instalándose otras dependencias y servicios por el momento.
Del resto de la plazuela poco puede decirse, por absorberlo todo el Colegio. El Cardenal, que no sabía hacer las cosas en pequeño ni a medias, fue el que realmente formó la plazuela adquiriendo los terrenos para trazarla y decorarla con las líneas de pilares, que limitaban un gran atrio, muchos de los cuales se conservan. A la derecha, según se observa la fachada principal, cerraba la plazuela una manzana de casas, que derribó el Ayuntamiento próximos los finales del siglo XIX; a la izquierda está el colegio de las Carmelitas del Museo (así se las llama) ocupando la casa que fue de los marqueses de Valdegema, donde se habían instalado unos telares. La inauguración de su capilla se verificó en octubre de 1885 y el colegio de religiosas Carmelitas de la Caridad tiene la advocación de la Sagrada Familia. En la acera frontera del Colegio de Santa Cruz, en la casa número 8 de la plazuela, se conserva un patio gótico, no completo, de los pocos que persisten en Valladolid de fines del siglo XV.

A esta plazuela se la ve llamada muchas veces, plazuela del Colegio Mayor, de Santa Cruz y del Museo; pero estos no eran los nombres oficiales, aunque bien claro demuestran la razón de tales títulos.